# Драголюб Иванчов
Драголюб Иванчов е сръбски политик от български произход, председател на политическа партия Демократичен съюз на българите (ДСБ).

## Биография
Роден е на 28 януари 1965 г. в Босилеград. Има висше образование, завършва Военна академия.

## Събития
На 29 април 2010 г. сръбски полицаи влизат без обяснение в къщата на Иванчов в с. Бранковци (Босилеградско), в която намират българско знаме и 10-на български вестника и ги конфискуват без обяснения. Според тях полицейската акция е отговор на протеста отпреди дни, чийто организатор е и той, когато българи от Западните покрайнини протестират в София против безрезервната подкрепа от страна на България за членство на Сърбия в Европейския съюз.